# Strada statale 191 di Pietraperzia
La strada statale 191 di Pietraperzia (SS 191) è una strada statale italiana che collega Pietraperzia con Mazzarino.

## Storia
Inserita nell'elenco delle statali nel 1953, la strada aveva origine nel centro di Caltanissetta dove si distaccava dalla strada statale 122 Agrigentina e procedeva in direzione sud, superando il fiume Imera meridionale in corrispondenza del ponte Besaro per poi innestarsi sul tracciato attuale a Pietraperzia, con una lunghezza calcolata in 50,780 km.
Nel 1989 l'itinerario della statale tra Caltanissetta e Pietraperzia venne rivisto inserendo una variante a scorrimento veloce in costruzione a nord-est del tracciato originario, il quale venne dismesso e ripartito tra il comune di Caltanissetta e le province di Caltanissetta e di Enna; queste ultime lo riclassificarono rispettivamente come strada provinciale 103 Caltanissetta-Pietraperzia (SP 103) e come strada provinciale 96 Pietraperzia-Ponte Besaro (SP 96). Il caposaldo iniziale fu quindi spostato all'innesto con la strada statale 640 di Porto Empedocle (oggi detta "Strada degli Scrittori") presso contrada Savarino, a sud ovest di Caltanissetta, e l'estensione passò a 46,400 km.
Nel 2010 la variante tra Caltanissetta e Pietraperzia venne eliminata dall'itinerario: classificata provvisoriamente come nuova strada ANAS 346 Raccordo di Pietraperzia nel 2011, nel 2012 sarà riclassificata come strada statale 640 dir Raccordo di Pietraperzia.
Nonostante le modifiche all'itinerario, le progressive chilometriche storiche sono state conservate, per cui oggi la strada ha come capisaldi Pietraperzia all'altezza del km 19,500 e il bivio Vigne Vanasco al km 50,780.

## Descrizione
La strada ha attualmente inizio alle porte di Pietraperzia, dall'innesto con la strada statale 640 dir Raccordo di Pietraperzia. Attraversato il paese, il tracciato prosegue in direzione est fino a Barrafranca e poi in direzione sud fino a Mazzarino.
Termina infine il proprio percorso qualche chilometro più a sud, innestandosi con la strada statale 190 delle Solfare presso il bivio Vigne Vanasco.

### Tabella percorso
| di Pietraperzia |                                              |      |           |
| Tipo            | Indicazione                                  | ↓km↓ | Provincia |
|                 | Raccordo di Pietraperzia per Caltanissetta   | 19,5 | EN        |
|                 | Pietraperzia per Borgo Braemi                | 20,2 | EN        |
|                 | Bivio Luogo di Marcatobianco                 | 23,7 | EN        |
|                 | per Pergusa                                  | 25,5 | EN        |
|                 | Bivio Catena per Piazza Armerina per Pergusa | 29,5 | EN        |
|                 | Barrafranca                                  | 31,3 | EN        |
|                 | Mazzarino per San Cono                       | 44,1 | CL        |
|                 | Bivio Vigne Vanasco delle Solfare            | 50,8 | CL        |